# گلدشت جمالیان
گلدشت جمالیان، روستایی از توابع بخش زز و ماهرو شهرستان الیگودرز در استان لرستان ایران است.مردم این روستا از طایفه قائد خانجمالی فولادوند می باشد.

## جمعیت
این روستا در دهستان زز غربی قرار دارد و براساس سرشماری مرکز آمار ایران در سال ۱۳۸۵، جمعیت آن زیر سه خانوار بوده‌است.
- فهرست روستاهای شهرستان الیگودرز
- روستای بنوار در ززغربی اکنون 30خانواردارد ولی در گذشته نچندان دور به 150خانوار میرسید متسفانه مهاجرت به شهر تاثیر زیادی بر کم شدن خانوار این روستا شده ساکنین این روستا از طایفه خانجمالی میباشد